# Chassalia subherbacea
Chassalia subherbacea är en måreväxtart som först beskrevs av William Philip Hiern, och fick sitt nu gällande namn av Frank Nigel Hepper. Chassalia subherbacea ingår i släktet Chassalia och familjen måreväxter. Inga underarter finns listade i Catalogue of Life.